# Albaida del Aljarafe
Albaida del Aljarafe település Spanyolországban, Sevilla tartományban. Albaida del Aljarafe Olivares és Sanlúcar la Mayor községekkel határos. Lakosainak száma 3223 fő (2024).

## Népesség
A település népessége az elmúlt években az alábbi módon változott:
| Lakosok száma | 1840 | 2157 | 2586 | 2881 | 2987 | 3089 | 3137 | 3197 | 3236 | 3223 |
|               | 2001 | 2004 | 2007 | 2009 | 2012 | 2014 | 2017 | 2019 | 2022 | 2024 |